# Muangthong United
Muangthong United Football Club (thailändska: สโมสรฟุตบอลเมืองทองยูไนเต็ Muthabur fotbollsklubb) är en thailändsk fotbollsklubb. Klubben spelar i Thai League 1. Muangthong United har deltagit i Thai Premier League sedan 2009 efter att ha vunnit den thailändska division 1 League-titeln 2008.
Muangthong United var under en period en av de rikaste fotbollsklubbarna i Thailand. Klubben är också känd som The Kirins eller The Twin Qilins.